# 1978年中華民国総統選挙
1978年中華民国総統選挙（1978ねんちゅうかみんこくそうとうせんきょ、繁: 1978年中華民國總統選舉）は、1978年（民国67年）3月21日に中華民国で行われた、総統（第6期）を選出する選挙である。

## 概要
選挙方式は選挙により選出された国民大会代表を通して投票される間接選挙であった。投票は台北市陽明山の中山楼で行われ、副総統選挙も同時に実施された。副総統選挙は総統選挙とは別に集計され、現在のように総統と副総統の候補者が一括して選挙戦を行うものではなかった。
1975年の蔣介石の死去に伴い副総統から総統に昇格していた厳家淦の強い推薦により、蔣介石の長男である蔣経国が総統選挙に立候補した。蔣経国は既に行政院長と中国国民党主席を兼任しており、蔣介石からの権力継承としての性格を強く出している。この権力継承にあたり、外省人である蔣経国は、本省人の感情を緩和すべく台湾出身で当時台湾省政府主席だった謝東閔を副総統候補に指名し、台湾出身者の政治参加の契機を創出しようと目論んだ。

## 候補者
| 中国国民党      |                |
| 総統候補        | 副総統候補     |
| 蔣経国          | 謝東閔         |
|                 |                |
| 行政院長 党主席 | 台湾省政府主席 |

## 選挙結果
3月21日午前、中華民国第6期総統選挙が開始された。国民大会代表は王雲五を主席に選出、中国国民党候補の蔣経国への信任投票を行い1,248人が投票、1,184票の絶対多数票を獲得して蔣経国は総統に当選した。また、翌日行われた副総統選挙では謝東閔が941票を獲得し当選している。

### 総統選挙
| 候補者                                 | 候補者             | 所属政党           | 得票数 | 得票率 | 蔣経国 (100.0%) |
|                                        | 蔣経国             | 中国国民党         | 1,184  | 100.0% | 蔣経国 (100.0%) |
|                                        |                    |                    |        |        | 蔣経国 (100.0%) |
| 有効票数（有効率）                     | 有効票数（有効率） | 有効票数（有効率） | 1,184  | 94.87% | 蔣経国 (100.0%) |
| 無効票数（無効率）                     | 無効票数（無効率） | 無効票数（無効率） | 64     | 5.13%  | 蔣経国 (100.0%) |
|                                        |                    |                    |        |        | 蔣経国 (100.0%) |
| 投票総数（投票率）                     | 投票総数（投票率） | 投票総数（投票率） | 1,248  | 40.99% | 蔣経国 (100.0%) |
| 棄権者数（棄権率）                     | 棄権者数（棄権率） | 棄権者数（棄権率） | 1,797  | 59.01% | 蔣経国 (100.0%) |
|                                        |                    |                    |        |        | 蔣経国 (100.0%) |
| 定数                                   | 定数               | 定数               | 3,045  | 100.0% | 蔣経国 (100.0%) |
| 出典：「中華民國選舉史」中央選挙委員会 |                    |                    |        |        |                 |

### 副総統選挙
| 候補者                                 | 候補者             | 所属政党           | 得票数 | 得票率 | 謝東閔 (100.0%) |
|                                        | 謝東閔             | 中国国民党         | 941    | 100.0% | 謝東閔 (100.0%) |
|                                        |                    |                    |        |        | 謝東閔 (100.0%) |
| 有効票数（有効率）                     | 有効票数（有効率） | 有効票数（有効率） | 941    | 75.40% | 謝東閔 (100.0%) |
| 無効票数（無効率）                     | 無効票数（無効率） | 無効票数（無効率） | 307    | 24.60% | 謝東閔 (100.0%) |
|                                        |                    |                    |        |        | 謝東閔 (100.0%) |
| 投票総数（投票率）                     | 投票総数（投票率） | 投票総数（投票率） | 1,248  | 40.99% | 謝東閔 (100.0%) |
| 棄権者数（棄権率）                     | 棄権者数（棄権率） | 棄権者数（棄権率） | 1,797  | 59.01% | 謝東閔 (100.0%) |
|                                        |                    |                    |        |        | 謝東閔 (100.0%) |
| 定数                                   | 定数               | 定数               | 3,045  | 100.0% | 謝東閔 (100.0%) |
| 出典：「中華民國選舉史」中央選挙委員会 |                    |                    |        |        |                 |

## 備考
1. ↑  第二節 蔣経国主政
2. ↑  『台湾執政者』専文推薦【為政之道，存乎一心】荘永明（遠流識博網）